# Erzbistum Mailand
Das Erzbistum Mailand (lateinisch Archidioecesis Mediolanensis, italienisch Arcidiocesi di Milano) ist eine Metropolitan-Diözese der römisch-katholischen Kirche in Italien. Als Kathedrale dient der Mailänder Dom. Das Bistum wurde im 4. Jahrhundert zum Erzbistum erhoben. Patron des Bistums ist der heilige Ambrosius von Mailand. Neben dem Römischen Ritus wird im größten Teil des Erzbistums Mailand auch der Ambrosianische Ritus verwendet.

## Geschichte
Der Legende nach gründete der Apostel Barnabas im Jahr 52 n. Chr. das Bistum Mailand. Die Erhebung zum Erzbistum erfolgte im 4. Jahrhundert. Der bedeutendste Bischof der Spätantike war der heutige Bistumspatron Ambrosius von Mailand, der als einer der vier westlichen Kirchenlehrer gilt. Der Ambrosianische Ritus, dessen Entwicklung dem im 4. Jahrhundert lebenden Bischof frühestens seit der Mitte des 8. Jahrhunderts zugesprochen wird, wird bis heute in Mailand angewendet. Die Erhebung Mailands zum Erzbistum entsprach sowohl der damaligen politischen Stellung Mailands als kaiserliche Residenzstadt wie auch der innerkirchlichen Bedeutung Mailands.
Das Territorium des Erzbistums unterlag seit seiner Gründung großen Schwankungen. Ursprünglich umfasste es praktisch die gesamte Lombardei und Churrätien. Zwischen 603 und 606 trennte sich das Bistum Como wegen Streitigkeiten um den Ritus von Mailand. Nach der Teilung des Frankenreiches kam das Bistum Chur 843 an das Erzbistum Mainz. Die Bistümer Pavia und Turin erlangten um 700 bzw. 1471 die Exemtion. Bis 1870 unterstanden dem Erzbistum Mailand im heutigen Kanton Tessin die sogenannten Ambrosianischen Täler Leventina, Blenio und Riviera sowie die ehemaligen Gemeinden (heute Stadtteilen der Gemeinde Bellinzona) Claro, Moleno, Preonzo und Gnosca. Die komplizierte Grenzziehung der kirchlichen Zuständigkeitsbereiche im Tessin zwischen Mailand und dem Bistum Como war das Resultat einer frühmittelalterlichen Schenkung.
Historisch umfasste der Metropolitanverband des Erzbistums Mailand folgende Bistümer:
- Acqui
- Alba
- Alessandria (1175)
- Asti
- Bergamo
- Brescia
- Casale
- Cremona
- Ivrea
- Lodi
- Mondovi (1388)
- Novara (398–1817)
- Savona (9. Jh.)
- Tortona
- Ventimiglia (7. Jh.)
- Vercelli (bis 1817)

Im 19. Jahrhundert wurden die Struktur und der Umfang der Diözese stark verändert. Sie gab Gebiete an die Bistümer Lodi (1978 und 1989), Pavia (1979) und Como (1981 und 1982). Von letzteren erhielt es 1982 auch Gebiete.

## Erzbischöfe
Bedeutende Erzbischöfe von Mailand im Mittelalter und der Neuzeit waren: Umberto Crivelli, der 1185 als Urban III. zum Papst gewählt wurde; Ottone Visconti (1207–1295), Begründer der Machtstellung der späteren Herzogsfamilie der Visconti; Pietro Philargi, 1409 als Gegenpapst Alexander V.; Karl Borromäus, Führer der Gegenreformation in Norditalien und der Schweiz; Achille Ratti, 1922–1939 als Papst Pius XI.; Giovanni Battista Montini 1963–1978 als Papst Paul VI.; Carlo Maria Martini, Bibelwissenschaftler und progressiver kirchlicher Vordenker im ausgehenden 20. Jahrhundert. 42 Bischöfe von Mailand wurden bisher heiliggesprochen, zuletzt 1610 Karl Borromäus.